# Izgorje
Izgorje (Duits: Ißgaren) is een plaats in Slovenië en maakt deel uit van de gemeente Žiri in de NUTS-3-regio Gorenjska. De plaats telde 17 inwoners op 1 januari 2020.

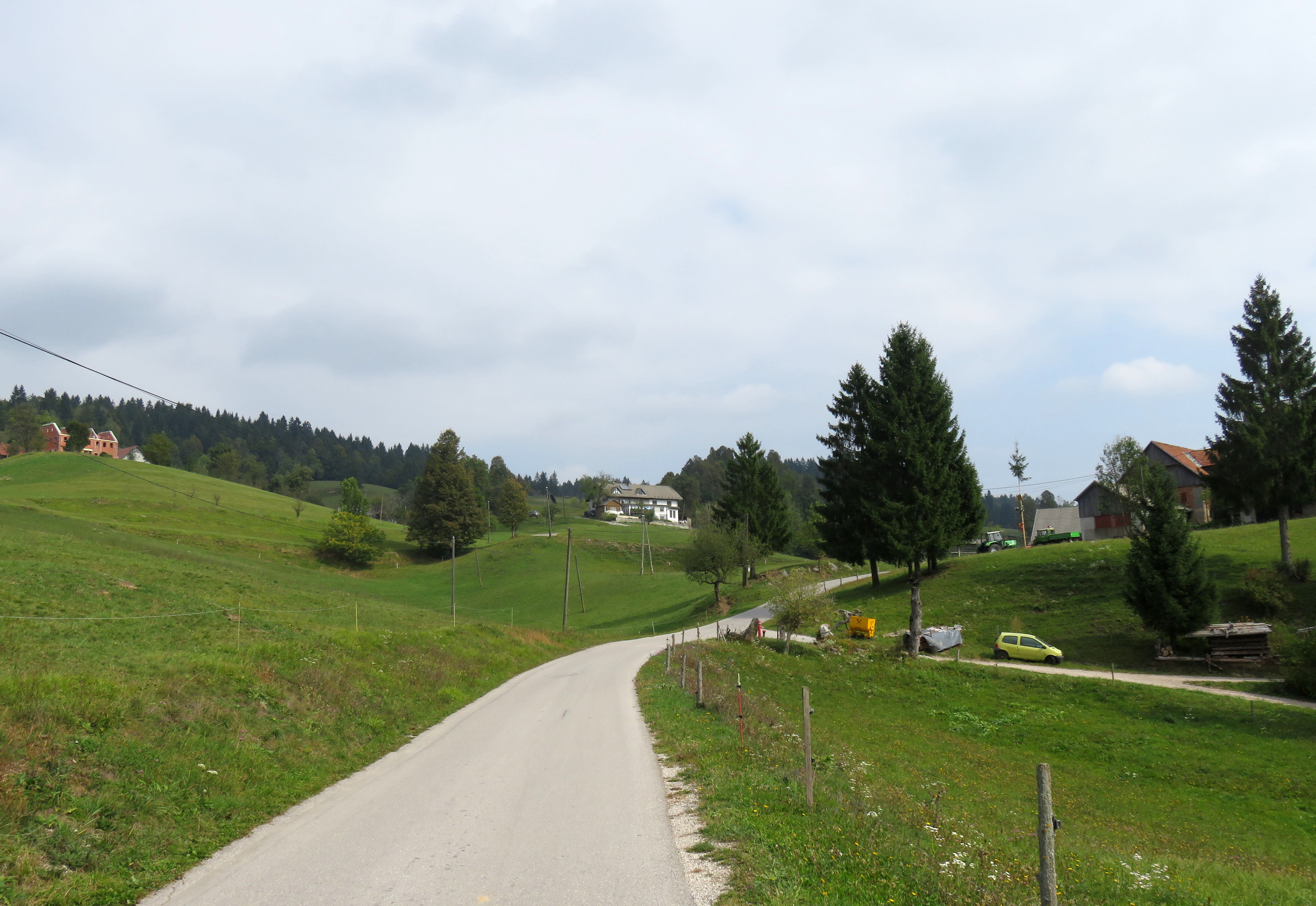
Landelijke omgeving van Izgorje